# Скаляр
Скаля́р (от лат. scalaris — ступенчатый) — величина, полностью определяемая в любой координатной системе одним числом или одной функцией, которые не изменяются при изменении пространственной системы координат. В математике под «числами» могут подразумеваться элементы произвольного поля, тогда как в физике имеются в виду действительные или комплексные числа. О функции, принимающей скалярные значения, говорят как о скалярной функции.
Скаляр всегда описывается одним числом, а вектор может описываться двумя или более числами.
При смене системы координат скаляр остаётся неизменным (инвариантным), в отличие, например, от компонентов вектора, которые могут быть разными у одного и того же вектора в разных базисах.
В общей и линейной алгебре скаляр — элемент основного поля. При этом, любой элемент линейного пространства может быть умножен на скаляр и результатом будет другой, коллинеарный элемент линейного пространства.
В тензорном исчислении скалярами являются тензоры валентности (0,0).

## Развитие понятия в физике
Примерами скаляров являются длина, площадь, время, масса, плотность, температура, поток и т. п.
Важно заметить, что понятие скаляра довольно сильно связано с контекстом. Так, в общепринятом контексте современной физики часть приведённых величин скалярными не являются.
В современной физике, подразумевающей пространственно-временной подход, под скаляром обычно имеется в виду скалярное поле, то есть пространственно-временной скаляр, лоренц-инвариантная величина, не меняющаяся при переходе от одной инерциальной системы отсчёта к другой (а в общей теории относительности и других метрических теориях гравитации — скаляр остаётся неизменным также и при переходе к неинерциальным системам отсчёта). В этом отличие от ньютоновской физики, где под скаляром понимается обычный скаляр обычного трёхмерного пространства (так, энергия в ньютоновском смысле — скаляр, а в пространственно-временном — лишь компонента четырёхмерного вектора).

## Ошибочные примеры скаляров и нескалярные величины
Типичным примером величины, выражающейся одним числом, но не являющейся скаляром, является одна из координат вектора в каком-то произвольно выбранном базисе (при почти любом изменении базиса координата не останется неизменной, она, таким образом, не инвариант).
То же касается координаты тензора любой другой валентности (кроме нулевой).
Можно проиллюстрировать неинвариантность нескалярной величины на угловых координатах, ограниченных диапазоном в один оборот. В случае, если отсчёт ведётся от 0 до 2π (предел 2π не включается в диапазон и соответствует 0), угловое расстояние между 1,7π и 0,2π по модулю составит 1,5π, а если аналогичный отсчёт ведётся от –π до π (здесь предел π также не включается в диапазон), то угловое положение 1,7π предыдущего примера будет соответствовать –0,3π, и угловое расстояние между 0,2π и –0,3π по модулю составит 0,5π с отличием в половину диапазона. Так же учитывается возможная смена координат и в задачах с повторяющимися диапазонами, которые кратны обороту (или периоду) или используют часть оборота (половина оборота достаточна для определения углового положения симметричных тел и явлений).
Ещё одним примером величины, не являющейся, строго говоря, скаляром, является псевдоскаляр (хотя на практике иногда, исходя из соображений удобства или краткости, разграничения между скалярами и псевдоскалярами могут и не проводить, если это не существенно для изложения).